# Anilios margaretae
Anilios margaretae — вид змій родини сліпунів (Typhlopidae). Ендемік Австралії.

## Поширення і екологія
Anilios margaretae мешкають у Великій пустелі Вікторія на території Західної Австралії та Південної Австралії. Вони живуть в червоній піщаній пустелі, місцямі порослій чагарниками та спінніфексом.